# Membrana nictitant

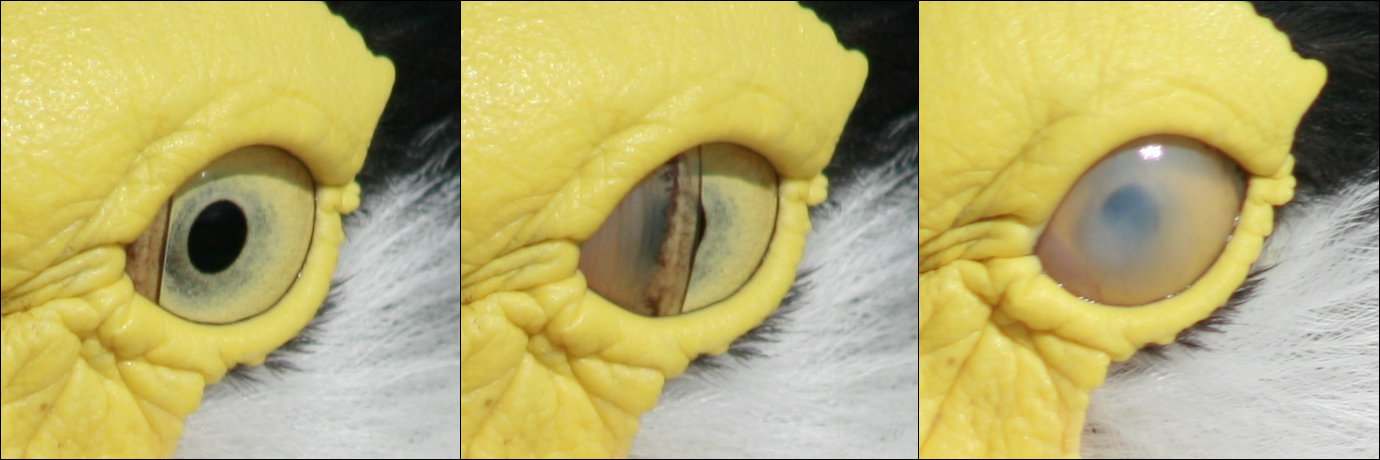
Procés de tancament de la membrana nictitant

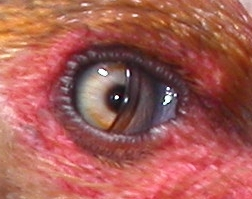
Membrana nictitant d'un pollastre.

La membrana nictitant és una tercera parpella, transparent o translúcida, que és present a alguns animals i es pot obrir i tancar lateralment per tal de protegir i humitejar l'ull i així poder mantenir la visibilitat. Diversos rèptils, ocells, i taurons tenen la membrana nictitant sencera. D'altra banda, en molts mamífers, tan sols queda un petit vestigi de la membrana situat a un costat de l'ull. D'altres mamífers, com els ossos polars, les foques i els porcs formiguers, també tenen la membrana nictitant sencera.
Les glàndules de Hartner són glàndules sebàcies modificades que lubriquen les membranes nictitants.